# Cascade de Vaucoux
La cascade de Vaucoux, aussi appelée cascade d'Anglard, est une cascade située à Besse-et-Saint-Anastaise (Puy-de-Dôme), dans le massif du Sancy, sur le ruisseau de Vaucoux, affluent de la Couze Pavin. La cascade se trouve à proximité de la route de Compains (D 36), à environ trois kilomètres au sud du bourg de Besse, près du Pont d'Anglard.
On peut accéder à pied à la cascade depuis la route de Compains en prenant un chemin sur la gauche de la route (en venant de Besse) ; le chemin descend en pente raide jusqu'au ruisseau (10 min de marche) et l'on peut admirer commodément la cascade depuis une passerelle qui enjambe le ruisseau. Un parcours de petite randonnée permet d'accéder au site depuis Besse sans suivre la route.
La cascade, d'une hauteur d'environ douze mètres, se précipite le long d'une paroi volcanique, dans le paysage boisé du bois de Champs.